# Три храма Кумано
Три храма Кумано (яп. 熊野三山 Кумано сандзан, «три горы Кумано») — совокупное название синтоистских святилищ Кумано хонгу тайся (яп. 熊野本宮大社), Кумано хаятама тайся (яп. 熊野速玉大社) и Кумано нати тайся (яп. 熊野那智大社) в области Кумано на полуострове Кии в Японии. Вокруг них сложился комплекс синкретических синтоистско-буддистских верований, а также общие традиции паломничества.
Регион Кумано находится на юге полуострова Кии в нынешней префектуре Вакаяма. Слово «сан» (яп. 山, в сочетаниях - «дзан») означает по японски «гора», но в буддийской традиции также используется для обозначения важных монастырей. Ранее эти три храма называли также Сансё гонгэн. Вокруг трёх вышеупомянутых святилищ сложился общий комплекс синкретических верований, включавший в себя элементы синтоизма, буддизма и сочетавшего их сюгэндо. Многие местные традиции возникли в глубокой древности, например, в «Нихон сёки» (720 год) сказано: «Идзанами, рождая божество огня, обожглась и совершила божественный уход. Похоронили ее в селении Арима в Кумано, в стране Кии. По обычаю той местности божество это славят цветами в пору цветения. А также славят барабанчиками, флейтами и флажками, распевая и танцуя».
Позже сложилась практика паломничества к трём храмам. Уже в IX веке ушедший на покой император Уда совершал паломничества в Кумано, чтобы проводить там время отшельником по традиции буддийской школы Тэндай. С XI века эта традиция достигла своего расцвета, и в средневековье эти маршруты стали называть «муравьиное паломничество в Кумано» из-за нескончаемых верениц людей самых разных слоёв общества, прибывающих со всей Японии.
Большинство ками, которым там поклоняются, общие для всех трёх храмов (хотя их имена и трактовки немного отличаются). Поклонение священным горам Кумано было также связано с буддизмом - гора Нати связывалась с богиней Каннон, Мотомия ― с буддой Амидой и так далее. Регион также стал важным центром синкретического учения сюгэндо, чьи адепты - горные аскеты ямабуси - практиковали как отшельничество в горах Кумано, так и долгие хождения из Кумано в Ёсино или обратно.
Сегодня паломнические маршруты на полуострове Кии признаны мировым культурным наследием ЮНЕСКО.